# Ricardo Calvo
Ricardo Norberto Calvo Manzano (2 ottobre 1996) è un pallavolista cubano, palleggiatore del Partizan.

## Carriera

### Club
La carriera di Ricardo Calvo inizia nei tornei cubani, giocando per la formazione provinciale di Villa Clara. 
Firma il suo primo contratto professionistico in Libano, per disputare la 1st Division 2019 con lo Zahra. Dopo un'annata di inattività, rientra in campo nella stagione 2020-21, accasandosi nella Superliga serba con lo Spartak Subotica, che lascia nella stagione seguente, in cui indossa la casacca dei rivali del Radnički Kragujevac.
Nel campionato 2022-23 approda allo Shanghai, nella Chinese Volleyball Super League, mentre nel campionato seguente è di scena in Turchia, dove partecipa alla Efeler Ligi fino a novembre con il Develi, rientrando poi in campo a febbraio 2024, terminando l'annata nuovamente nella massima divisione serba, questa volta col Partizan.

### Nazionale
Fa parte di tutte le selezioni cubane giovanili: con la nazionale Under-19 vince la medaglia d'oro al campionato nordamericano 2012, dove viene premiato come miglior palleggiatore; con la nazionale Under-21 vince l'oro al campionato nordamericano 2014, premiato in questo caso come MVP e miglior palleggiatore; mentre con la nazionale Under-23 vince un altro oro alla Coppa panamericana Under-23 2014, dove riceve ancora un premio come miglior palleggiatore. Sempre in questo periodo riceve le prime convocazioni in nazionale maggiore, con la quale fa il suo esordio nel 2013, vincendo la medaglia di bronzo al campionato nordamericano, nel 2014 vince due ori alla Coppa Panamericana e il bronzo ai XXII Giochi centramericani e caraibici, nel 2015 il bronzo alla NORCECA Champions Cup e al campionato nordamericano e nel 2016 l'oro alla Coppa panamericana.
Il 2 luglio 2016, mentre si trova con la nazionale in Finlandia per il girone di World League, viene arrestato insieme ad altri due connazionali, a cui si aggiungono in seguito altri tre compagni di squadra, con l'accusa di violenza sessuale; i sei restano in carcere nella nazione scandinava, costringendo Calvo a rinunciare al contratto per il campionato 2016-17 precedentemente siglato col PAOK, in Grecia, essendo condannato a cinque anni di reclusione per stupro aggravato. Nel giugno 2017, dopo aver ricevuto uno sconto della pena, il suo periodo di incarcerazione viene ridotto a tre anni e mezzo, poi ulteriormente ridotto fino alla scarcerazione le 2017.  

## Palmarès

### Nazionale (competizioni minori)
- Campionato nordamericano Under-19 2012
- Coppa Panamericana 2014
- Giochi centramericani e caraibici 2014
- Campionato nordamericano Under-21 2014
- Coppa panamericana Under-23 2014
- NORCECA Champions Cup 2015
- Coppa panamericana 2016

### Premi individuali
- 2012 - Campionato nordamericano Under-19: Miglior palleggiatore
- 2014 - Campionato nordamericano Under-21: MVP
- 2014 - Campionato nordamericano Under-21: Miglior palleggiatore
- 2014 - Coppa panamericana Under-23: Miglior palleggiatore
- 2016 - Qualificazioni ai Giochi della XXXI Olimpiade: Miglior palleggiatore